# Ionel Gheorghe
Ionel Gheorghe (n. 5 septembrie 1970) este un politician român, ales în 2024 deputat din partea partidului Alianța pentru Unirea Românilor (AUR). 

## Carieră politică (2024–prezent)
În urma alegerilor parlamentare din 2024 pe 1 decembrie, Gheorghe a fost ales membru al Camerei Deputaților în circumscripția nr. 17 Dolj, preluând mandatul pe 21 decembrie. Ca deputat este vicepreședinte al Comisiei pentru politică economică, reformă și privatizare. Este membru al grupurilor parlamentare de prietenie pentru Chile, Venezuela, Polonia și Azerbaidjan.